# Enquête Justesse
Pour les articles homonymes, voir Justesse.
L'enquête Justesse est le nom donné aux investigations menées jusqu'en 2019 par l'Unité permanente anticorruption du Québec, relatives aux soupçons de fraude pesant sur l'acquisition et la location d'immeubles impliquant la Société immobilière du Québec et le Parti libéral du Québec.

## Objet de l'enquête
L'enquête a pour objet l'achat, la vente et la location d'immeubles gouvernementaux du Québec qui impliquerait des ex-dirigeants de la Société immobilière du Québec et des collecteurs de fonds du Parti libéral du Québec. On pense que des millions de dollars provenant de paradis fiscaux auraient été utilisés pour financer les acquisitions.

## Abandon de l'enquête
En novembre 2019, l'Unité permanente anticorruption annonce mettre un terme à l'enquête, qui avait démarrée une dizaine d'années plus tôt.